# 1510 en science
| Années de la science : 1507 - 1508 - 1509 - 1510 - 1511 - 1512 - 1513    |
| Décennies de la science : 1480 - 1490 - 1500 - 1510 - 1520 - 1530 - 1540 |

Cet article présente les faits marquants de l'année 1510 en science.

## Événements
- Vers 1510 : le mathématicien Scipione del Ferro résout une forme réduite de l'équation du troisième degré[1].
- Le moine vénitien dom Bernardo Vincelli, herboriste et alchimiste, met au point son élixir de Bénédictine[2].

## Publications
- Charles de Bovelles : Quæ in hoc volumine continentur… mathematicum opus quadripartitum : de numeris perfectis, de mathematicis rosis, de geometricis corporibus, de geometricis complementis, 1510, impr. Henri Estienne, Paris.

## Naissances

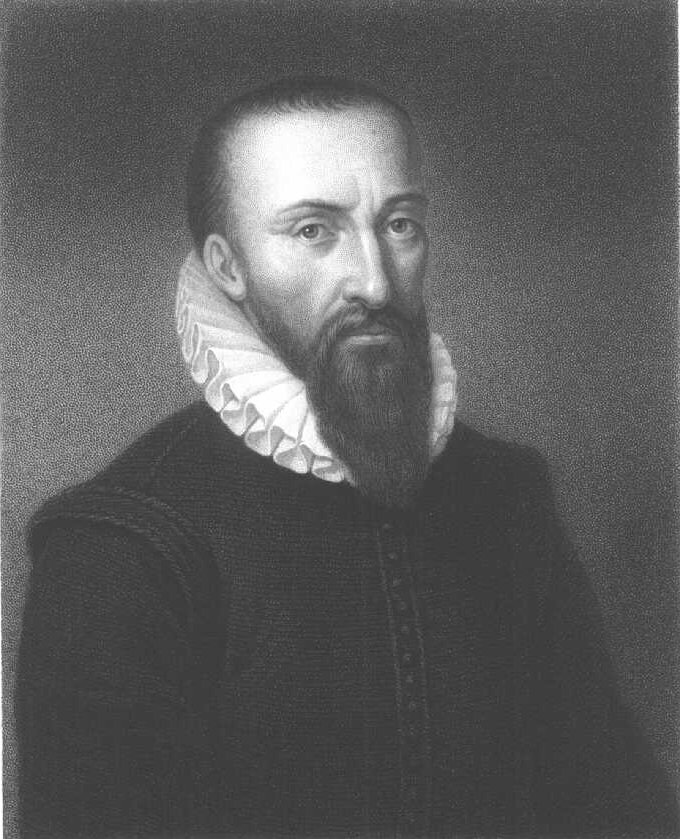
Ambroise Paré

- 6 octobre : John Caius (mort en 1573), médecin anglais.

- Giovanni Ingrassia (mort en 1580), anatomiste italien.
- Antonio Mizauld (mort en 1578), astrologue et médecin français.

- Vers 1510 :
  - Robert Recorde († en 1558), mathématicien et physicien gallois, inventa en 1557 le signe égal (=).
  - Bernard Palissy († 1589 ou 1590) potier, émailleur, peintre, artisan verrier, écrivain et savant français.
  - Bartholomäus Carrichter (mort en 1567), médecin et astrologue suisse.
  - Bartolomeo Eustachi (mort en  1574), savant anatomiste et médecin italien.
  - Luigi Giglio (mort en 1576), médecin et astronome italien.
  - Ambroise Paré († en 1590), un chirurgien et anatomiste français. Paré met au point la ligature des artères.
  - Francisco Vásquez de Coronado (mort en 1554), conquistador espagnol.

## Décès
- Juan de la Cosa (né vers 1460), cartographe, conquistador et explorateur espagnol.
- Vers 1510 : Abraham Zacuto (né en 1450), astronome, astrologue, mathématicien et historien Juif espagnol.